# 住友家
住友家（すみともけ、旧字体：住󠄁友家）は、日本の氏族、住友財閥の創業者一族。

## 住友家の起源 -始祖・家祖・業祖

### 始祖
住友の姓は、戦国の末、もともと先祖に順美平内友定という人物がおり、桓武天皇の曾孫・高望王の二十二代目にその子・小太郎（忠重）が父の姓と名をとって「住友」の姓を称して室町将軍に仕えて、備中守に任じられたのに始まる。
平家の末裔である戦国武士だった住友家の先祖は、国取り物語の戦国時代を有為転変の歴史を生きる。室町将軍に仕えた「始祖」・住友忠重の子・頼定は、足利義晴に仕え、頼定の子・定信は刑部承と称した。そして、定信の子・定重は、今川義忠（今川義元の祖父）に仕えるが、定重の子・信定の代になり、今川氏が滅んでしまったので、摂津の中川清秀に仕え、入江土佐守と称し、中川十六騎の一人として知られたが、尾崎の陣で戦死してしまう。また入江土佐守（信定）の子・政俊は越前国の柴田氏に仕え、若狭守と称し越前丸岡城にあったが、柴田勝家と共に北庄城で滅んでしまった。政俊の子・長行は、徳川家康の子で結城家へ養子入りした結城秀康に用いられるが、住友家の武家の歴史はここまでである。戦国の習いとはいえ、武家社会の興亡の激しさと無情を感じたのか長行は、自分の子供たちに武家の世界から足を洗わせた。

### 初代政友・「富士屋」の創業
長行の二男で兄の興兵衛に代わって家督を継いだ小次郎政友は、天正年間に生まれ、涅槃宗 (日本)の開祖、空源にしたがって仏門に入り「文殊院空禅」と称した。宏学達識で涅槃宗の後継者と見られていたが、寛永年間に涅槃宗が天台宗に吸収されたのを機に野に下り還俗はせず、いずれの宗派にも属さぬ「員外沙弥（いんがいしゃみ）」「員外沙門（いんがいしゃもん）」を称し「佛道」を貫いた。洛中に、書籍と医薬品反魂丹を商う「富士屋」を開き、号を嘉休と称し修道三昧の生活を始めた。これが「町人・住友家」の興りである。政友は商売上の心得を『文殊院旨意書』にまとめたが、これは現在に至るまで住友グループ各社の社是の原型となっている。

### 住友家の家祖と業祖・「泉屋」の創業
住友家には、住友家の「家祖」と、住友家の事業の「業祖」の2人がいる。嘉休こと住友政友（家祖）には一男一女があり、息子の政以には「富士屋」の跡を継がせ、娘の婿養子に蘇我理右衛門（業祖）の長子理兵衛友以（住友友以）を迎えた。蘇我理右衛門は「泉屋」の家号を用いた銅師で嘉休の姉婿にあたる。また理右衛門は涅槃宗の信徒で空禅（政友）の檀家であり、後に空禅が還俗して「富士屋」を開く際には物心両面でこれを助けた。これが住友家と銅との出会いであった。友以は「泉屋住友家」を興し、水運に適した大阪へ進出。以後は大阪に居住し代々銅商を営んだ。政以、友以は忠重から数えて九世にあたる。

### 南蛮吹き
住友家と精銅とは、切っても切り離せないものがあるが、その端緒となったのは、理右衛門が、天正19年（1591年）、泉州堺浦に来た明人の白水から「南蛮吹き」と称される粗銅から銀を分離する精錬法を学んだことに始まる。当時の日本では、粗銅の中に、金・銀などが含まれていることが知られておらず、また金や銀を分離するその精錬技術も未知のものだった。理右衛門は、明人の白水からその精錬方法を学ぶと、その技術を秘伝としていたが、この「南蛮吹き」のおかげで、住友家は粗銅から銀を取り出して、膨大な利益を上げるようになった。

### 別子銅山
住友理兵衛友以の孫にあたる吉左衛門友芳の代には、元禄4年（1691年）に伊予の別子銅山の開堀に着手。これが世界最大級の産銅量を誇る鉱山に成長し、重要な輸出品として日本を支えることとなると共に約280年にもわたって住友の重要な事業の柱となった。今日の住友家の基礎、住友財閥の出発点は、この住友友芳が開発した別子銅山によって築き上げられたものであると言ってよく、事実、住友家の歴史の中では、この四世吉左衛門友芳をもって、「住友家中興の祖」としている。
明治時代に入ってからは文化事業にも関わり、十五代目吉左衛門友純（ともいと）は大阪府立中之島図書館の建物を寄贈。その子十六代目吉左衛門友成はアララギ派の歌人でもあり、斎藤茂吉、川田順（住友本社の重役でもあった）とも交流があった。
なお、住友家当主が「吉左衛門」を名乗るようになったのは、三代当主住友友信（友以の子）からである。

## 住友財閥における住友家

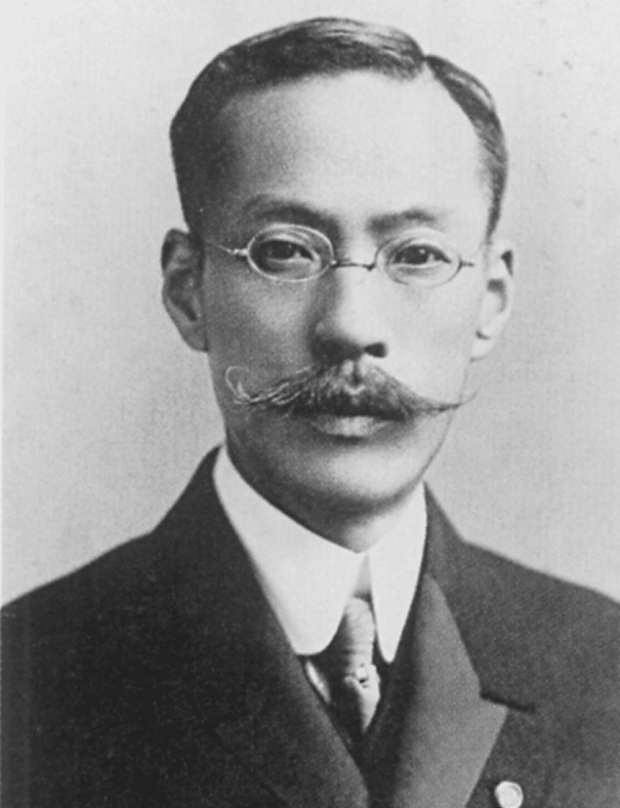
住友友純

住友財閥における住友家、特に15代目吉左衛門友純以降のそれは「君臨すれども統治せず」の立場をとった。財閥本社社長たる歴代吉左衛門の仕事は、究極的には財閥の事実上の最高権力者である住友本社（住友合資会社）総理事の信認に尽きるといってよく、個々の事業に口を差し挟むことはなかった。また、16代目吉左衛門友成の兄弟である寛一・元夫は住友本社の株主ではあったが、本社はもちろん傘下事業の役員にも名を連ねることはなかった。この点では三井家や岩崎家と対照的と言える。
この傾向は実は江戸時代から存在していたが（当主が幼少、病弱その他の理由などで、経営に関わらなかったケースが多く、実権はいわゆる「大番頭」が握っていた。）、明治に入ってからは、会社法が整備され、他方で旧公家徳大寺家出身で実業家としての経験がない友純が当主となり、一層顕著になった。
ただし、三井財閥のように、財閥家族と財閥本社役員及び傘下企業の間に一種の緊張関係があったわけではなかった。吉左衛門を「家長様」と呼んでいたことに象徴されるように、上は総理事から下は一般社員までに至る吉左衛門に対する敬愛の念はすこぶる高く、歴代吉左衛門もまた、一方では文化事業を通じて住友の名を高め、他方では家長・財閥本社社長として企業モラルの引き締めの任に当たっていた。

## 財閥家族の指定
財閥家族の企業支配力を分散し、人的関係の切断がはかられたのが、財閥家族の指定であり、そして1947年11月に成立した「財閥同族支配力排除法」であった。持株会社整理委員会は、占領軍当局の指令を受けて、財閥家族の範囲を確定する基準を下記のように選択した。
1. 財閥家族姓を名乗る尊卑族三親等およびその家族（姻族を含まず）
2. 所有有価証券、現金、預貯金額計100万円以上
3. 所有家屋500坪、宅地2,000坪、農地山林50町歩以上
4. 当該会社発行株数に対し、持株比率10%以上の株式所有者
5. 企業支配または経営発言力

以上の基準によって、1947年2月、住友家では以下4名が財閥家族に指定された。
- 第16代住友吉左衛門
- 住友寛一
- 住友義輝
- 住友元夫

## 住友家の親族・姻戚関係
ここでは、明治に入ってからの住友家とその親族・姻戚関係について述べる。
明治に入って、住友事業は12代目吉左衛門友親と、その子13代目吉左衛門友忠の下で営まれていたが、1890年に友親、友忠が相次いで亡くなり、男系相続者が途絶してしまう悲運に見舞われる。この時、住友家総理人広瀬宰平と大阪本店支配人伊庭貞剛は、友親の妻・登久に14代目吉左衛門を襲名させる一方、友忠の妹・満寿の婿養子として清華家の徳大寺隆麿を迎え、住友家の命脈をつないだ。これが15代目吉左衛門友純で、徳大寺実則、西園寺公望の実弟である。実はこの清華家の徳大寺家は江戸時代に東山天皇の皇胤が養子に入っており、15代目吉左衛門友純をもって住友男爵家は、男系でたどれば近世の天皇の皇胤系に入れ替わった。
（男系系図：東山天皇 ━ 閑院宮直仁親王 ━ 鷹司輔平 ━ 鷹司政煕 ━ 鷹司政通 ━ 徳大寺公純 ━ 住友友純）
住友友純は、友親の長女・満寿との間に4男1女（2男は早世）をもうけたが、長男の寛一は経営に興味を示さず、芸術方面に傾倒したために廃嫡となり、三男の厚が16代目吉左衛門友成として住友家を継いだ。
友成は元東宮職御用掛の西園寺八郎（西園寺公望の女婿・公爵毛利元徳の8男）の次女春子と結婚した。夫妻は2女をもうけ、長女邦子は侯爵佐々木行忠の長男行美（東京大学理学部教授）に嫁いでいる。行忠は1942年に皇典講究所長、國學院大學長にあげられ、さらに国史編修院総裁を経て、1946年に東京大神宮宮司、1951年には伊勢神宮大宮司に就任した国史の大家。なお、行忠の祖父高行は枢密顧問官で明宮（大正天皇）の御教養主任だった。次女博子は、昭和電工元社長・安西正夫の次男直之（三井不動産）に嫁いた。直之の兄孝之（元昭和エンジニアリング社長）は元日清製粉（現日清製粉グループ本社）社長正田英三郎の次女恵美子と結婚した。正田の長女が上皇后美智子であるので、住友家は安西家・正田家を通じて皇室と姻戚関係にある。直之の妹公子を娶ったのが住友銀行相談役堀田庄三の長男健介（住友銀行）であるから、住友家評議員会の前委員長の堀田庄三は住友家の相談役、総理事格から住友家と閨閥でつながった。なお西園寺八郎の三男・西園寺不二男は鮎川義介の長女を娶り、日産コンツェルン傘下の日産興業社長に就いている。元参議院議員の西園寺公一は八郎の長男であり、春子や不二男の長兄にあたる。
住友友成の姉の孝は、旧壬生藩三万石の藩主鳥居忠文子爵三男・忠輝（元住友本社取締役）を婿養子に迎えており住友忠輝と改名した。弟の住友元夫は、やはり旧小浜藩十万四千石の藩主酒井忠克（さかいただたえ）伯爵の七女・寿枝子を娶っている。寿枝子の三姉・香枝子（酒井忠克の三女）は、旧高松藩主の末裔で旧伯爵の松平頼明（まつだいらよりひろ、本郷学園理事）に嫁いでいる。また寿枝子の次姉・小枝子（酒井忠克の次女）は三菱財閥の創業者・岩崎弥太郎の孫・精一郎に嫁ぎ、精一郎・小枝子夫妻の長女・由利子（寿枝子や香枝子の姪にあたる）は地球科学者で理学博士の鎮西清高（京都大学名誉教授、専門は地質学・古生物学）に嫁いでいる。また、鎮西と同じく地球科学者で理学博士の岩崎泰頴（岩崎弥太郎の曾孫で熊本大学名誉教授、専門も鎮西と同じく地質学・古生物学）は岩崎精一郎・小枝子夫妻の長男で、由利子の兄にあたる。
友成の兄の住友寛一は、1896年5月23日生まれ。前述のとおり若くして絵画に傾倒したため廃嫡され、以後画家・美術品収集家として過ごし、岸田劉生とも交流を持った。泉屋博古館所蔵の中国書画のほとんどは寛一のコレクションである。また鎌倉市の景観重要建築物「村上邸」の茶室は、鎌倉にあった寛一邸から移築したものである。皆川宗光の娘との間に4男2女をもうけた。長男の住友務は、元住友ビジネスコンサルティングと住友オーストラリア開発の会長を歴任した。住友務の長男進（日本電気）の妻揺子は東曹産業社長岩瀬徳郎の二女。岩瀬徳郎の父徳三郎は、元東洋曹達工業社長である。岩瀬徳郎の長女は、キッコーマン醤油一族である11代茂木七左衛門の養子賢三郎に嫁いでいる。また、住友務の妹文子は、元ミツワ石鹸社長の三輪善雄に嫁いでいるが、善雄の妹の佐登子は、元キッコーマン醤油10代社長茂木佐平治に嫁いでいるので、当主吉左衛門の兄である住友寛一一族は、茂木一族と二重結合の閨閥関係にある。住友務の弟勝は、元関東電工会長の浅野八郎の娘桃枝を娶っている。浅野八郎は浅野財閥二代目総帥浅野総一郎の三男である。二代目総一郎の妻千代子は、自由民権運動の政治家・板垣退助の娘である。
当主の弟の住友元夫は、1912年1月1日生まれ。1936年に京大の物理学科を卒業、1946年に住友金属工業に入る。製鋼所技術部研究課長、技術部長、同所長友成代理兼研究部長、中央技術研究所副所長を経て、1962年11月取締役中央技術研究所長となり、常務を経て、1970年11月専務に就任、1972年11月に相談役、住友精密工業会長となった。住友元夫の長男住友芳夫（住友金属工業）も、阪大大学院基礎工学研究科博士課程修了の工学博士であるが、伯父の当主住友吉左衛門に嫡男がいないため、当主吉左衛門の養嗣子となっている。
このように、住友家は先代と二代続いて、旧華族と密接な閨閥関係を結んでいる。旧華族とのつながりといえば、当主吉左衛門の兄・寛一の子孫のほか、四男融が迎えた妻光子も旧公爵鷹司信輔の娘である。鷹司家は、公卿の中でも最高の家柄である摂家であり、徳大寺家や西園寺家とは、代々深いつながりを持っている。例えば、先々代の住友友純や西園寺公望公爵、そして元侍従長の徳大寺実則公爵などの父親である徳大寺公純は、もともと鷹司家から徳大寺家へ養子入りした人である。さらに、徳大寺実則の長女順子は、鷹司信輔の父である鷹司煕通（陸軍少将、侍従長）へ嫁ぐ、というように、鷹司家と徳大寺家は網の目のような連綿とした濃い血のつながりがある。このように、旧華族、しかも家格が上位の摂家・清華家の家系と密接な閨閥関係にある住友家の家系であるが、住友家が旧財閥の西の横綱であるとしたらば、東の横綱、三井家との幾重にも重なり会ったつながりがある。
住友友純の妻満寿の妹楢光は、三井十一家の一つ「三井永坂町家」の八代目当主、元三井物産社長三井高泰（守之助）に嫁いでいる。楢光の嫁入りの時は、大阪から東京まで、7台の貨車を借り切って婚礼衣裳を送ったという。しかも三井高泰の長男高篤（元三井物産取締役）は、三井総領家である北家十代の三井八郎右衛門高棟の四女三井礼子を妻にしているので（のち離婚）、住友家と三井家の閨閥のつながりは、単に一族と一族との結合ではなく、本家と総領家が直接に結びついた本格的なものである。三井家との結びつきこればかりではない。先代吉左衛門友純の実兄徳大寺実則公爵の三女蓁子は、三井・室町家の三井高従に嫁いでおり、さらに実則の三男で分家した旧男爵徳大寺則麿の長女鶴子、つまり実則の孫娘が、やはり三井・新町家の三井高寔に嫁いでいるので、住友と三井両本家は、四重、五重の閨閥関係にある。また当主吉左衛門の姉婿忠輝の兄の旧子爵鳥居忠一も三井・南家八代八郎次郎の長女寛子を娶っている。この公卿を中心とした旧華族と、三井総領家である、北家、永坂町家、室町家、南家、新町家と実に三井十一家のうち、総領家を含む三井の五家との閨閥の拡がりがある。
以下に友純以降の住友系図を持ってまとめとする、なお全員東山天皇の男系子孫である。
住友友純
- 長女[6]：孝（1893年 - 1985年、1913年分家[5]）
- 長男：住友寛一（1896年　- 1956年、1916年分家[5]）
  - 孫：務（1918年3月2日生[7]）
    - 曾孫：進（1942年6月21日生[7]）
    - 曾孫：大塚 修（1944年2月11日生、大塚家の養子となり、故・大塚常次郎の孫のり子（1948年11月1日生）と結婚[7]）

  - 孫：勝（1920年生[6]）
  - 孫：望（1922年生[6]）
  - 孫：融（1927年生[6]）
  - 孫：譲（1932年生）
    - 曾孫：寛（1957年生）

  - 孫：保（1937年生）
    - 曾孫：要（1965年生）
- 三男[8]：住友友成
- 四男:住友元夫（1937年分家[5]）
  - 孫：芳夫（17代目吉右衛門）（1943年9月3日 - [5]）
    - 曾孫：隆道（1976年2月9日 - [5]）
    - 曾孫：容子（1977年1月26日 - [5]）

  - 孫：信夫（1945年生[9]）
    - 曾孫：威夫（1974年生[9]）
    - 曾孫：律夫（1976年生[10]）

## 祠堂祭
例年4月25日に「五山の送り火」が行われる京都東山の麓鹿ヶ谷の住友家別邸だった「有芳園」で開かれる、「祠堂祭」に住友直系グループの社長や会長、相談役といった面々が集合する。約3000坪をこえる園内の一隅にある「芳泉堂」と名付けられた小さな祠がある。これは、1940年、日本紀元2600年の祝典が行われた年であったが、また住友では、別子銅山の開坑250年にあたる年で、歴代の住友家当主や旧住友本社幹部物故者の霊を祭るため、長谷部鋭吉の設計によって典雅な持仏堂として建立された。「祠堂祭」に参列を許されるのは、住友家ゆかりの者と、住友直系グループの社長会「白水会」のメンバーと、白水会卒業生（元社長）だけに限定されている。つまり「祠堂祭」は、住友家当主と住友直系企業グループの社長や会長、相談役らの最高経営責任者が、年に1度「物故者慰霊祭」のために、一堂に会する日である。なお、4月25日は「業祖」蘇我理右衛門の命日である。また祠堂祭の幹事は、「白水会」メンバー企業の持ち回りとなっている。

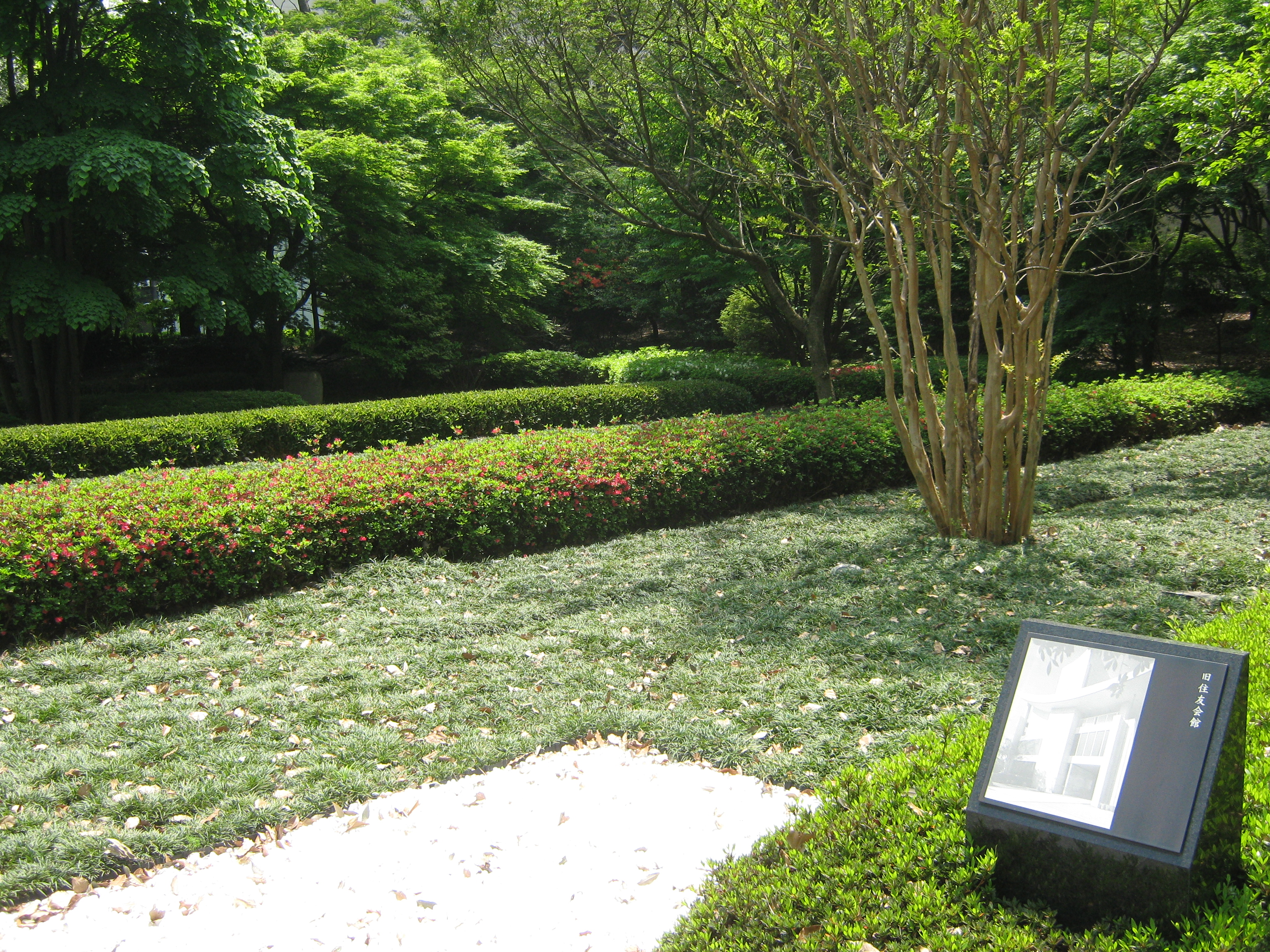
旧住友会館・港区六本木

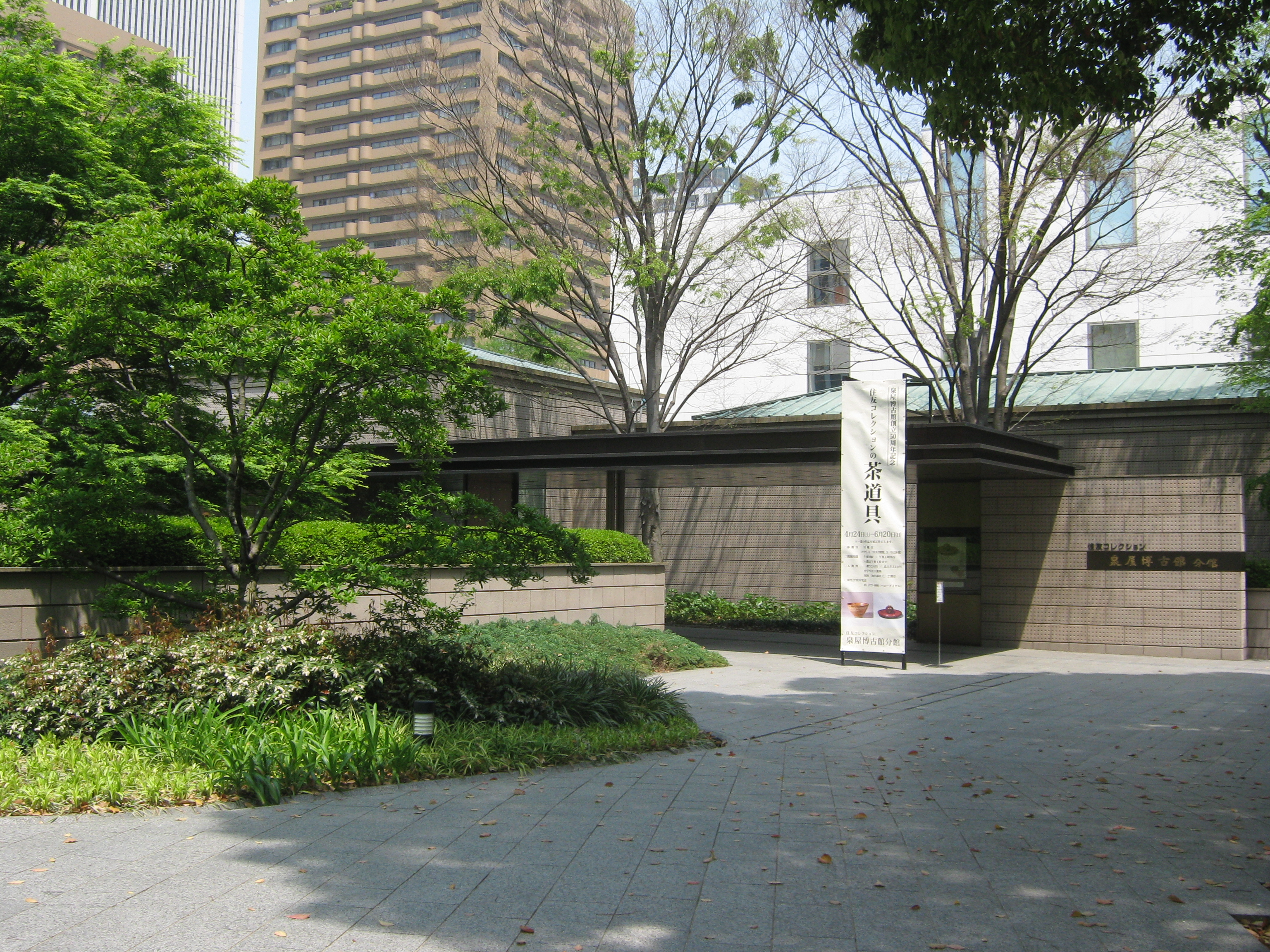
旧住友会館、泉屋博古館分館・港区六本木

## 住友家邸宅の移り変わり
- 旧住友家鰻谷本邸 （大阪市）
- 旧住友家茶臼山本邸（慶沢園）
- 旧住友家住吉本邸（住吉村）
- 旧住友家衣笠別邸（聖ヨゼフ修道院・門の家、登録有形文化財）
- 旧住友家鹿ケ谷別邸（有芳園）
- 旧住友家俣野別邸（重要文化財、2009年3月15日焼失）
- 旧住友家那須別邸
- 旧住友家大磯別邸（寛一が居住）
- 旧住友家麻布別邸
- 旧住友家駿河台別邸
- 旧住友会館（泉ガーデンタワー・泉屋博古館分館）
- 旧住友家須磨別邸（須磨海浜公園）